# Luigi Einaudi
Luigi Einaudi (24. března 1874 – 30. října 1961) byl italský politik, ekonom a novinář. V letech 1948–1955 byl prezidentem Itálie, druhým v historii, předtím, v letech 1945–1948, prezidentem italské centrální banky (Banca d'Italia), 1947–1948 ministrem financí. Byl členem Italské liberální strany. Mezi válkami byl novinářem italských deníků La Stampa a Il Corriere della Sera. Přispíval též do britského týdeníku The Economist. Vydal i několik knih: Tracotanze protezionistiche (1919), Principi di scienza delle finanze (1932), Via il Prefetto (1944), Il buon governo (1954) či Prediche inutili (1956). Jeho vnukem je známý italský pianista a hudební skladatel Ludovico Einaudi.